# Медведев, Всеволод Николаевич
Всеволод Николаевич Медведев — советский военный инженер, генерал-майор (1979), доктор технических наук (1980), профессор (1985), лауреат Государственной премии СССР (1980), заслуженный деятель науки и техники РСФСР (1991).
Родился 10.11.1930 в д. Никипеловка Курской области.
В Вооруженных Силах с августа 1953 по 1992 год.
Окончил 4 курса Горьковского политехнического института (1953) и Военную артиллерийскую инженерную академию им. Ф. Э. Дзержинского (1954).
Послужной список:
- с 1954 в НИИ-4 МО СССР: научный сотрудник лаборатории, с 1956 старший научный сотрудник, с 1967 заместитель начальника отдела.
- с 1969 в филиале НИИ-4 МО: начальник отдела, с 1970 заместитель начальника, а с 1971 начальник 3 управления.
- с 1972 начальник 4-го управления 50 ЦНИИ космических средств МО. Генерал-майор (1979).
- с апреля 1987 по 1992 г. заместитель начальника 50 центра оперативно-стратегических исследований Генерального штаба Вооруженных Сил СССР по научно-исследовательской работе.

Уволен с военной службы в 1992 г. С 1994 г. консультант Управления федеральной государственной службы Президента Российской Федерации.
Учёный в области автоматизированных систем командного радиотелеуправления, систем управления космическими средствами. Участвовал в проектировании первого полигонного измерительного комплекса для отработки МБР Р-7, в подготовке и запуске первого искусственного спутника Земли, запусках космических аппаратов лунной программы, спутников связи и ретрансляции, в разработке и создании средств измерений и управления командно-измерительного комплекса.
Руководитель научной школы по системным исследованиям АСУ КА (Автоматизированная система управления космического аппарата), наземного автоматизированного комплекса управления, его подсистем и средств. Автор более 100 научных работ. Подготовил 16 кандидатов наук. Получил 18 авторских свидетельств на изобретения.
Доктор технических наук (1980), профессор (1985). Лауреат Государственной премии СССР (1980), заслуженный деятель науки и техники РСФСР (1991). Награждён двумя орденами Трудового Красного Знамени (1975, 1987), орденом Красной Звезды (1957) и медалями.
Умер 29 ноября 2013 года. Похоронен на Троекуровском кладбище (уч. 23).